# Bay of Islands

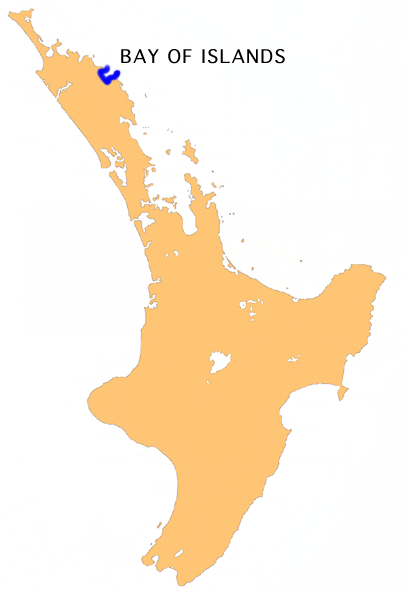
Lokalizacja Bay of Island

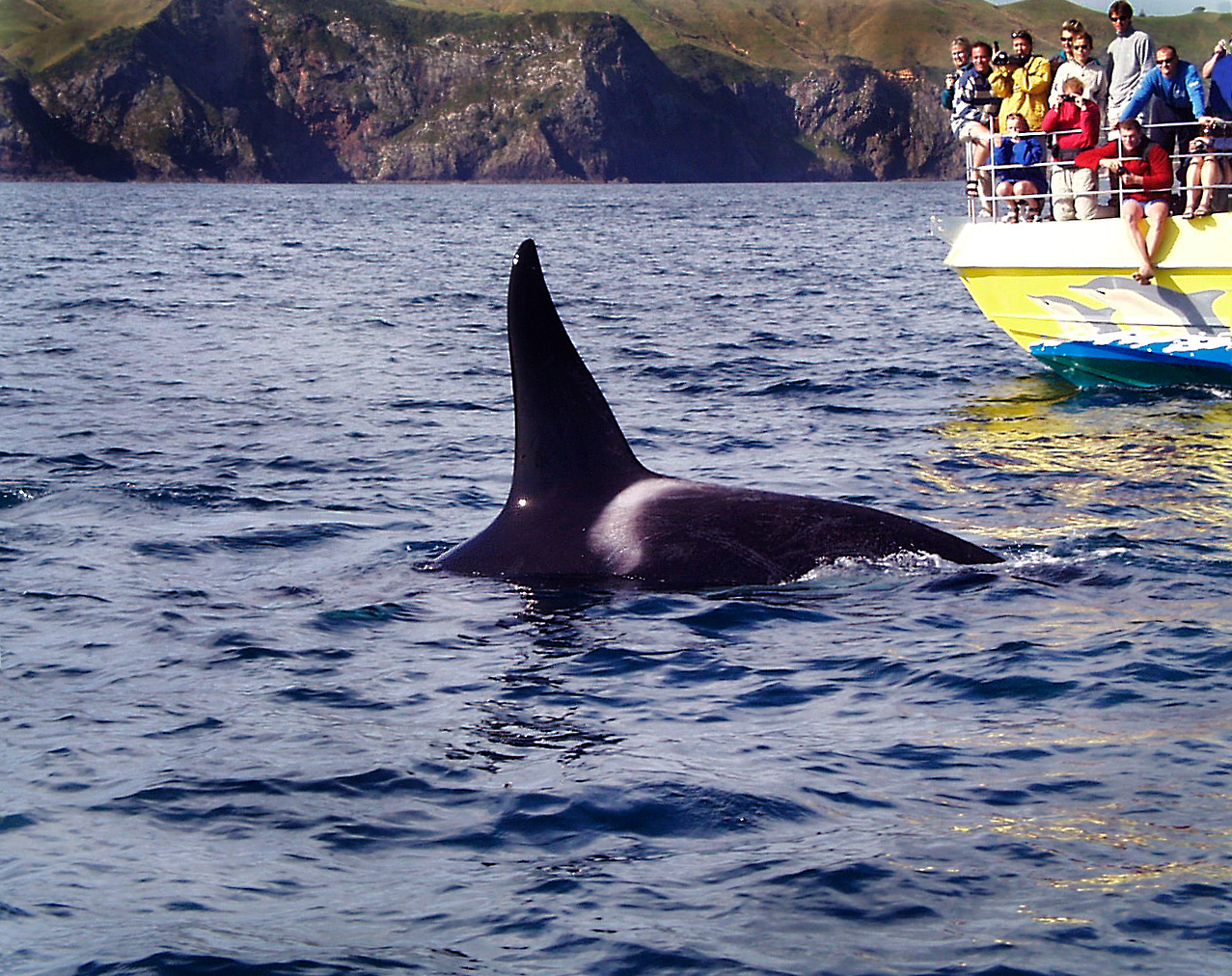
Turyści podziwiają "taniec" orki

Bay of Islands – głębokowodna zatoka w regionie Northland, na Wyspie Północnej w Nowej Zelandii.  Położona 60 km północny zachód od Whangarei, znajduje się blisko północnego krańca całego kraju.
Jest jedną z największych wędkarskich, żeglarskich i turystycznych atrakcji Wyspy Północnej, a jednocześnie jest znana z wielkich zawodów wędkarskich, rozpropagowanych przez amerykańskiego pisarza Zane Greya w latach trzydziestych XX wieku.

## Geografia
Bay of Islands jest nieregularną w kształcie, szeroką na 16 km zatoką na północnowschodnim wybrzeżu wyspy. Naturalne kotwicowisko posiada kilka ramion wcinających się w ląd, z których należy wymienić przede wszystkim Waikare Inlet na południu oraz Kerikeri i Te Puna (Mangonui) na północnym zachodzie. Miasteczko Russell położone jest na końcu krótkiego półwyspu wdzierającego się w zatokę z południowego wschodu. Na północ od tego półwyspu znajduje się kilka wysepek, z których największymi są Urupukapuka na wschodzie i Moturoa na północy. Półwysep Purerua ogranicza zatokę od zachodu, natomiast półwysep Cape Brett, wybiegający 10 km w głąb oceanu, od wschodu.
Według badań z roku 2006 Bay of Islands uznano za drugie na świecie miejsce intensywności błękitu nieba po Rio de Janeiro.

## Historia
Pierwszym Europejczykiem, jaki odwiedził to miejsce, był kapitan Cook, który w roku 1769 nadał zatoce obecną nazwę. Bay of Islands była pierwszym regionem Nowej Zelandii zasiedlanym przez Europejczyków. Wielorybnicy pojawili się pod koniec XVIII wieku, a pierwsi misjonarze w roku 1814. Urodziny pierwszego europejskiego dziecka urodzonego w tym kraju, Thomasa Kinga, odnotowano w roku 1815 w Oihi na brzegach Bay of Islands.
Nad zatoką znajduje się kilka historycznie ważnych miasteczek jak Paihia, Russell, Waitangi i Kerikeri. Russell, zwane dawniej Kororāreka, było pierwszym stałym europejskim osiedlem na Nowej Zelandii i pierwszą nieformalną stolica kolonii, datując swe powstanie na pierwsze lata XIX wieku. Z kolei w Kerikeri znajduje się wiele historycznych pamiątek wczesnego europejskiego osadnictwa. Wśród nich Dom Misyjny, zwany także Kemp House, będący najstarszą drewnianą budowlą Nowej Zelandii.
Nad brzegami zatoki toczyła się, w latach czterdziestych XIX wieku, wojna o maszt flagowy w której siły armii brytyjskiej starły się z plemionami Māori, przy czym żadna ze stron nie uzyskała powodzenia.